# 茶壺山

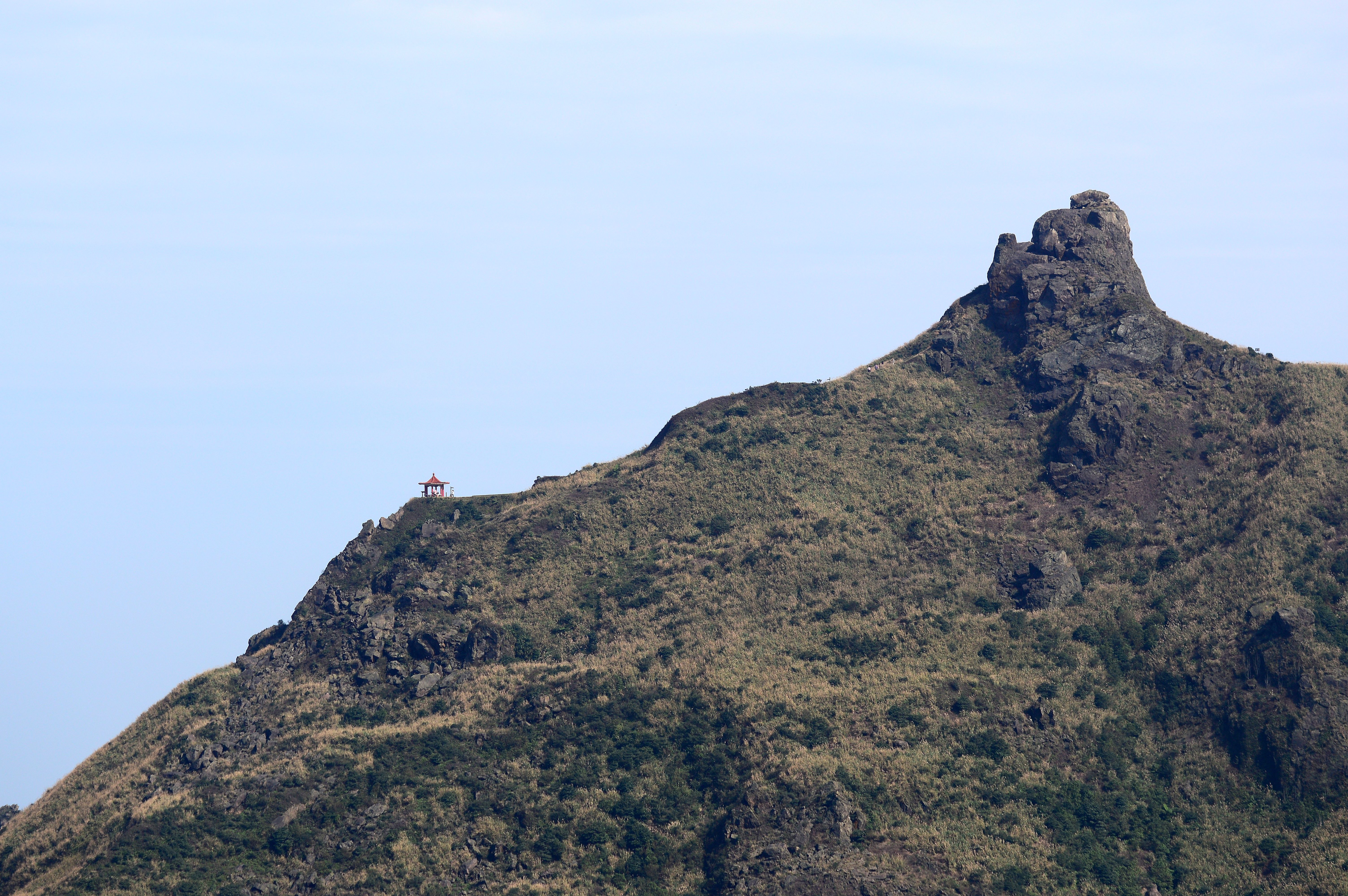
茶壺山

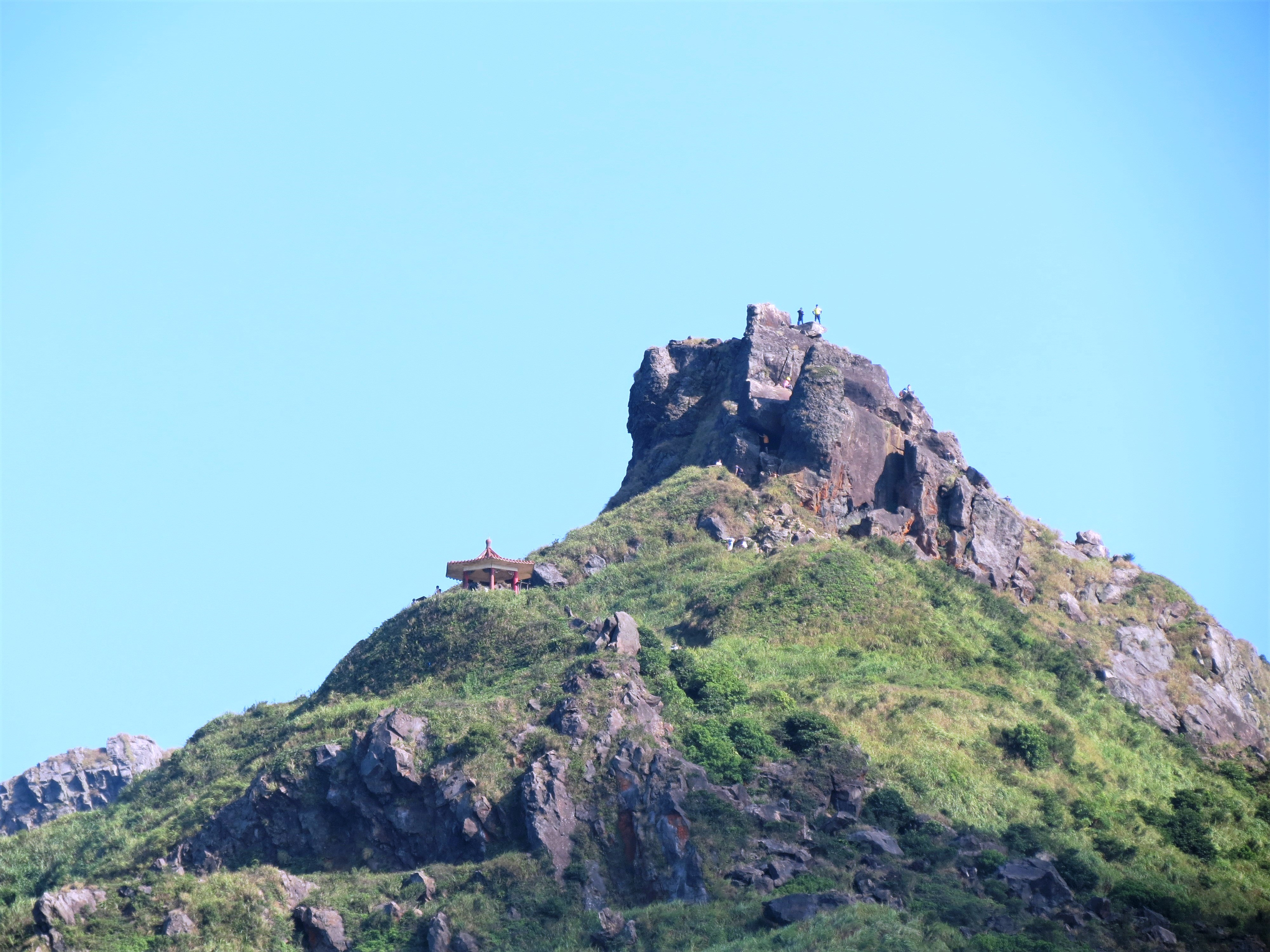
另一個角度的茶壺山

茶壺山，位於臺灣新北市瑞芳風景特定區，屬於草山山系，標高602公尺，是金瓜石地區地標和登山步道。從金瓜石聚落方向觀察山勢，形狀像一只沒有把手的茶壺，俗稱「無耳茶壺山」；若從北方報時山步道觀察山勢，山頂形狀像坐臥的獅子，別名「獅子岩」（舊地名）。在地質學上，其地質構造為一矽化角礫岩礦筒，屬第三長仁地區的金銅礦體之一。

## 景觀及步道資訊
茶壺山可與半平山、燦光寮山（別名粗石山）連走。茶壺山步道全長4.5公里，登山口位於金瓜石勸濟堂後方，步行至山頂約需2小時，步道路面有泥土路、木棧道、柏油路，中途有觀景亭可供休憩，亦有產業道路可供汽機車行駛至入山口； 沿途可看到陰陽海、水湳洞選煉廠遺址、排煙廢煙道、舊坑道入口，並經過第一及第三長仁礦體，可作為金銅礦業文化遺產與礦山地質的田野踏查。

## 地質構造
茶壺山屬於獅子岩礦床群，稱為獅子岩礦床，屬矽化角礫岩礦筒，為第三長仁地區的金銅礦體之一。礦體位於第三長仁礦體之南，上部露出地表海拔600公尺，形成主要高點，最底可達第三長仁三坑二中段以下（海拔高度為366公尺），延伸超過240公尺，由上而下向東傾斜約5度。由第三長仁三坑二中段至獅子岩一坑一中段，礦體規模大致維持直徑15公尺左右，往上至地表擴大為直徑30公尺。
角礫岩礦筒是一種筒狀的礦化構造，主要由破碎的角狀礫石與細顆粒的二氧化矽膠結而成。在臺灣新北市金瓜石地區的角礫岩礦筒構造，經由地下高溫熱液向上壓力爆破岩層，成為礦化作用熱液的良好通道，形成珍貴的金銅礦體。

## 岩石與礦物
組成礦體的岩石主要為矽化的砂岩及頁岩，矽化岩石堅硬，較能抵禦風化作用，形成地形突出的地標 ，也就是目前俗稱的無耳茶壺狀山頭。獅子岩礦床為交換型礦床，露頭為獅子岩，其礦砂含多量的硫砷銅礦，以及黃鐵礦、褐鐵礦、重晶石、明礬石等。